# ニコラウス (ホルシュタイン＝レンズブルク伯)
ホルシュタイン＝レンズブルク伯ニコラウス（Nikolaus, Graf von Holstein-Rendsburg, 1321年 - 1397年5月8日）は、名目上のシャウエンブルク伯。最初は兄ハインリヒ2世と、のち甥との共同統治の形でホルシュタイン＝レンズブルク伯（在位：1340年 - 1397年）。1390年、ニコラウスと甥らは、かつてホルシュタイン＝プレン伯のものであったホルシュタイン＝キール伯領を、1350年の復帰権により継承した。これにより、ニコラウスと甥らはホルシュタイン＝ピンネベルク以外のすべてのホルシュタイン領を手に入れた。ニコラウスはまた、1375年から1386年までシュレースヴィヒ公領の共同統治者であった。ニコラウスはシャウエンブルク家の指導者的存在であり、エルベ川北部地域において影響力を持つ人物であった。

## 生涯
ニコラウスはホルシュタイン＝レンズブルク伯ゲルハルト3世とゾフィー・フォン・ヴェルレの次男として生まれた。ニコラウスは1375年から1384年まで兄ハインリヒ2世とともにシュレースヴィヒ公領を共同統治し、その後は単独で統治した。1386年、デンマーク王オーロフ2世が、ハインリヒ2世の息子ゲルハルト6世をシュレースヴィヒ公ゲアハート2世として承認したため、ニコラウスはシュレースヴィヒ公位から退いた。
1354年、ニコラウスはブラウンシュヴァイク＝リューネブルク公ヴィルヘルム2世の娘エリーザベトと結婚した。エリーザベトはザクセン＝ヴィッテンベルク公ルドルフ1世の息子オットーの寡婦であり、オットーとの間に1男アルブレヒト3世をもうけていた。ニコラウスとエリーザベトとの間には1女がうまれた。
- エリーザベト（1360年 - 1416年） - メクレンブルク＝シュヴェリーン公アルブレヒト4世と結婚、1404年にザクセン＝ラウエンブルク公エーリヒ5世と結婚

1362年、ニコラウスは娘エリーザベトをノルウェー王子ホーコンと婚約させた。ホーコンは後にノルウェー王ホーコン6世となる。しかし、この婚約は翌1363年に政治的理由から解消され、ホーコンはデンマーク王女マルグレーテと結婚した。
ニコラウスは1397年に死去し、イツェホーに埋葬された。甥ゲルハルト6世は娘エリーザベトの後見人となった。ニコラウスの死後、甥アルブレヒト2世とその兄ゲルハルト6世はホルシュタイン＝レンズブルクからホルシュタイン＝ゼーゲベルクをアルブレヒト2世の従属領土として分割した。ゲルハルト6世は単独の伯として引き続きホルシュタイン＝レンズブルク伯領を支配した。